# مسعود افندی‌اف
مسعود افندی‌اف (انگلیسی: Messoud Efendiev؛ زادهٔ ۲۱ اکتبر ۱۹۵۳) دانشمند در زمینه ریاضیات اهل جمهوری آذربایجان است.
وی همچنین برندهٔ جوایزی همچون جایزه هومبولت شده‌است.